# Rogeria scobinata
Rogeria scobinata es una especie de hormiga del género Rogeria, tribu Solenopsidini, familia Formicidae. Fue descrita científicamente por Kugler en 1994.
Se distribuye por Bolivia, Brasil, Colombia, Ecuador, Guayana Francesa, Guadalupe, Guayana, Paraguay, Perú, Surinam y Trinidad y Tobago. Se ha encontrado a elevaciones de hasta 718 metros. Habita en bosques húmedos.